# Gouville-sur-Mer
Gouville-sur-Mer es una comuna nueva francesa situada en el departamento de Mancha, de la región de Normandía.

## Historia
Fue creada el 1 de enero de 2016, en aplicación de una resolución del prefecto de Mancha de 4 de noviembre de 2015 con la unión de las comunas de Boisroger y Gouville-sur-Mer, pasando a estar el ayuntamiento en la antigua comuna de Gouville-sur-Mer.
El 1 de enero de 2019 absorbió las comunas de Anneville-sur-Mer, Montsurvent y Servigny.

## Demografía
Según los datos aportados en la última resolución del prefecto de Mancha, la comuna pasa a tener 3206 habitantes.

## Composición
| Comuna fusionada  | Código INSEE | Población (2021) | Superficie (km²) | Densidad (hab./km²) |
| ----------------- | ------------ | ---------------- | ---------------- | ------------------- |
| Anneville-sur-Mer | 50014        | 247              | 3.73             | 247                 |
| Boisroger         | 50061        | 231              | 5.30             | 44                  |
| Gouville-sur-Mer  | 50215        | 2146             | 13.24            | 162                 |
| Montsurvent       | 50354        | 439              | 8.33             | 53                  |
| Servigny          | 50573        | 193              | 3.95             | 49                  |